# Oliver O'Donovan
Oliver Michael Timothy O'Donovan (Londen, 28 juni 1945) is een Britse Anglicaanse predikant en wetenschapper. Hij studeerde klassieke talen en theologie in Oxford. Hij promoveerde bij Henry Chadwick uit Oxford en Paul Ramsey uit Princeton over het probleem van de zelfliefde bij Augustinus van Hippo. Bekend is hij geworden als christelijke ethicus. Hij was professor ethiek en pastoraat aan de Universiteit van Oxford van 1982 tot 2006 en professor Christelijke Ethiek en Praktische Theologie aan de Universiteit van Edinburgh van 2006 tot 2013.

## Theologie van O'Donovan
De Engelse theoloog Oliver O’Donovan heeft er in verschillende publicaties de nadruk op gelegd dat het in het hermeneutisch bezig zijn altijd moet gaan om de vraag: hoe komt het tot levende gehoorzaamheid aan God?
Volgens O'Donovan is christelijke ethiek niet vooral een zaak van de geboden, zoals protestanten vaak stellen. Ook niet slechts een zaak van het natuurrecht, zoals in rooms-katholieke kring wordt benadrukt. Nee, het is gecentreerd rond de menswording van de Zoon van God. In zijn boek Resurrection and Moral Order, dat een meta-ethisch project is, schrijft hij over de fundering van de ethiek. De fundering van de ethiek heeft volgens hem alles te maken met de scheppingsorde, die door de zondeval beschadigd is, als mede de menselijke waarneming van deze scheppingsorde. Door de opstanding van Jezus Christus wordt deze orde echter bevestigd. Het verlossende werk van de heilige Geest geeft weer toegang tot de ware kennis van de werkelijkheid. Hierdoor kan men weer morele overtuigingen hebben. De schepping kent doelen, ‘ends’ en soorten, 'kinds'. Als er overeenstemming is tussen Gods handelen en ons handelen dan is er sprake van moreel handelen volgens O'Donovan. Christelijke moraliteit is het blijde antwoord van de gelovige op de orde die God hersteld heeft. In zijn boek Resurrection and Moral Order weerspreekt O'Donovan het voluntarisme en het historisme.
O'Donovan is beïnvloed door Karl Barth die stelt dat Christus de kennisgrond is van de werkelijkheid. Zijn probleem is echter wel dat er bij Barth geen duidelijke orde is in de werkelijkheid. Waardoor men dus moeilijk morele aanwijzingen kan geven. Er wordt gehoorzaamheid gevraagd, maar aan welke regels blijft volgens O'Donovan onduidelijk bij Barth. O'Donovan stelt dat de Bijbel het Woord van God is, maar het is geen orakel of een plattegrond die precies aangeeft waar de mens staat. Hij ziet de Bijbel meer als een licht dat over de levenssituatie van de mens valt. We kunnen niet zeggen dat we met onze vragen naar de Bijbel gaan om dan van de Bijbel het antwoord te ontvangen, liefst ook nog een passend antwoord. Het is zelfs te simplistisch om te zeggen dat we onze situatie precies kunnen kennen en of wij precies weten of bepaalde zaken als goed of kwaad op te vatten zijn. We hebben de Schrift juist nodig om te beseffen hoe complex onze situatie is. Karl Barth en O'Donovan verschillen ook van inzicht wat betreft de geboden van God. Volgens Barth mag men God niet vastpinnen op zijn geboden. Volgens O'Donovan is dat geen probleem, er is immers een scheppingsorde.
De regering is een gave van God volgens O'Donovan en hij vat de overheid principieel op als seculier. Dat laatste moet echter wel als voluit historische notie worden begrepen. Seculier staat niet tegenover sacraal of heilig, maar tegenover eeuwig. Politiek behoort volgens O'Donovan tot deze eeuwen niet tot de toekomende.

## Belangrijkste publicaties
- The Problem of Self-Love in Saint Augustine (Yale 1979).
- Begotten or Made? (OUP 1984).
- On the Thirty-Nine Articles (Paternoster 1986).
- Resurrection and Moral Order (Eerdmans 1986). (Het eerste hoofdstuk is in vertaling opgenomen in het boek Christelijke ethiek van Gerrit de Kruijf)
- Peace and Certainty (Eerdmans 1989).
- The Desire of the Nations (CUP 1996) ISBN 0-521-66516-7.
- From Irenaeus to Grotius: a sourcebook in Christian political thought, gem. mit Joan Lockwood O’Donovan (Eerdmans 1999) ISBN 0-8028-4209-7.
- Common Objects of Love (Eerdmans 2002).
- The Just War Revisited (CUP 2003).
- Bonds of Imperfection: Christian politics past and present, gem. mit Joan Lockwood O’Donovan (Eerdmans 2004) ISBN 0-8028-4975-X.
- The Ways of Judgment (Eerdmans 2005) ISBN 0-8028-2920-1.